# جیم بروئر (بازیکن بسکتبال)
جیم بروئر (انگلیسی: James Turner Brewer؛ زادهٔ ۳ دسامبر ۱۹۵۱) بازیکن بسکتبال در پست فوروارد قدرتی اهل ایالات متحده آمریکا است.
از باشگاه‌هایی که در آن بازی کرده‌است می‌توان به لس آنجلس لیکرز، دیترویت پیستونز، کلیولند کاوالیرز و پورتلند تریل بلیزرز اشاره کرد.
وی در مسابقات کشوری و بین‌المللی در مجموع برندهٔ ۱ مدال نقره شده‌است.